# Pat Irwin
Pat Irwin (17 de maio de 1955) é um compositor e músico estadunidense, membro fundador de duas bandas no wave, Raybeats e 8 Eyed Spy. Ele se juntou aos The B-52s de 1989 a 2008 e compôs inúmeras partituras para vários filmes independentes, como My New Gun, But I'm a Cheerleader e Bam Bam and Celeste, e para desenhos animados, por exemplo My Gym Partner's a Monkey.